# Justine Gruet
Pour les articles homonymes, voir Gruet.
Justine Gruet, née le 23 octobre 1989 à Besançon (Doubs), est une femme politique française. Membre des Républicains, elle est élue députée de la troisième circonscription du Jura le 19 juin 2022 et réélue le 7 juillet 2024.

## Biographie
Justine Gruet naît le 23 octobre 1989 à Besançon.
Elle suit des études pour devenir masseur-kinésithérapeute, profession qu'elle exerce jusqu'à son élection comme députée.

## Parcours politique

### Militante puis élue locale
Elle milite aux Jeunes Républicains durant ses années lycéennes puis étudiantes.
Lors des législatives de 2012, à seulement 23 ans, elle est présidente du comité de soutien du député-candidat Jean-Marie Sermier.
En 2014, elle figure en deuxième position de la liste de Jean-Marie Sermier aux élections municipales à Dole et devient adjointe aux seniors et aux liens intergénérationnels. 
Aux municipales de 2020, elle figure désormais en quatrième place de la liste du nouveau maire sortant Jean-Baptiste Gagnoux. Elle est reconduite comme adjointe au maire, désormais chargée des politiques liées à la santé, au handicap et au lien intergénérationnel.

### Députée du Jura
En janvier 2022, le député sortant depuis 2002 de la troisième circonscription du Jura, Jean-Marie Sermier, annonce qu'il ne sera pas candidat à un cinquième mandat. Justine Gruet est alors désignée comme candidate Les Républicains sur la circonscription.
Le 19 juin 2022, elle est élue députée de la troisième circonscription du Jura avec 58,46 % des voix, face au candidat EÉLV-Nupes et conseiller municipal d'opposition à Dole, Hervé Prat,.
Lors du conseil municipal du 19 septembre 2022 à Dole, elle démissionne de son poste de 5e adjointe au maire, tout en restant conseillère municipale chargée des politiques liées à la santé et au handicap « au nom du Maire ».
À la suite de la dissolution de l'Assemblée nationale le 9 juin 2024, elle est à nouveau candidate aux législatives, se présentant cette fois sur sa profession de foi comme la candidate « de la droite, du centre et des indépendants ».
Le 7 juillet 2024, elle est réélue députée de la troisième circonscription du Jura avec 56,19 % des voix, face à la candidate Rassemblement National et maire de Rouffange Aurore Vuillemin-Plançon.